# Aaron Lyle
Aaron Lyle (* 17. November 1759 in Mount Bethel, Northampton County, Province of Pennsylvania; † 24. September 1825 in Cross Creek, Pennsylvania) war ein britisch-amerikanischer Politiker. Zwischen 1809 und 1817 vertrat er den Bundesstaat Pennsylvania im US-Repräsentantenhaus.

## Werdegang
Aaron Lyle besuchte die öffentlichen Schulen seiner Heimat und arbeitete danach in der Landwirtschaft. Er nahm auch am Unabhängigkeitskrieg teil. Politisch wurde er Mitglied der Ende der 1790er Jahre von Thomas Jefferson gegründeten Demokratisch-Republikanischen Partei. Zwischen 1797 und 1801 war er Abgeordneter im Repräsentantenhaus von Pennsylvania; von 1802 bis 1804 gehörte er dem Staatssenat an. Danach war er von 1806 bis 1806 Mitglied im Bezirksrat des Washington County.
Bei den Kongresswahlen des Jahres 1808 wurde Lyle im zehnten Wahlbezirk von Pennsylvania in das US-Repräsentantenhaus in Washington, D.C. gewählt, wo er am 4. März 1809 die Nachfolge von William Hoge antrat. Nach drei Wiederwahlen konnte er bis zum 3. März 1817 vier Legislaturperioden im Kongress absolvieren. Seit 1813 vertrat er dort den zwölften Distrikt seines Staates.
Nach dem Ende seiner Zeit im US-Repräsentantenhaus betätigte sich Aaron Lyle wieder in der Landwirtschaft. Von 1802 bis 1822 war er auch Kurator des Jefferson College. Er starb am 24. September 1825 in Cross Creek.